# F.B. Hotz
Frits Bernard Hotz, publicerend als F.B. Hotz (Leiden, 1 februari 1922 – aldaar, 5 december 2000), was een Nederlandse jazztrombonist en schrijver, voornamelijk van verhalen.

## Leven en werk
Frits Bernard Hotz werd op 1 februari 1922 aan de Rijnsburgerweg te Leiden geboren als tweede kind van de handelsreiziger Jaap Hotz en de onderwijzeres Anna Hotz-Hoek. Hij werd vernoemd naar grootvader Fritz Hoek aan moederskant en Bernard Hotz aan vaderskant. Het oudste kind, dochter Atie, werd in 1918 geboren,  gedurende de vijf jaar, tot 1921, dat de ouders in Nederlands-Indië verbleven. In Leiden woonden ze op de bovenverdieping van het herenhuis van de grootouders Hotz. Zodra hij kon kruipen, zat Hotz al graag voor het raam naar het verkeer op de weg te kijken, waar de stoomtram naar Haarlem langsliep, auto's en karren met paarden, in de zomer fietsers die het strand van Katwijk bezochten. Al jong vatte Hotz een liefde op voor Amerikaanse automerken. Met zijn zus Atie ontstond een levenslange hechte band. Ze bedachten hele scenario's als ze samen speelden, hij met zijn auto's en zij met haar poppen. Van zijn vader nam Hotz een levenslange voorliefde over voor de vrolijke Amerikaanse dansmuziek uit de jaren twintig: het orkest van Paul Whiteman, Isham Jones en van George Gershwin. Op 22 juni 1926 trad de ook in Nederland zeer populaire Whiteman op in het nabijgelegen Kurhaus te Scheveningen, een gebeurtenis die Hotz in enkele publicaties uit 1986 reconstrueerde. Destijds ging dit optreden aan hem voorbij, maar een andere gebeurtenis uit 1926 merkte hij wel op: de grote klap die hij op 9 september 1926 hoorde, bleek de treinontsporing te zijn nabij treinhalte De Vink, tussen Leiden en Voorschoten, die aan drie mensen het leven kostte: de machinist en het acteursechtpaar David en Greta Lobo. Dit ongeluk vormt de basis voor Hotz' novelle De voetnoot uit 1989, maar al vanaf zijn achttiende verzamelde Hotz alle informatie erover.
Het levensmotto van vader Hotz bestond uit '[hard] werken en niet zeuren', maar moeder vond cultuur belangrijk, vooral lezen. Zij las de kinderen verantwoorde kinderboeken voor, zoals de sprookjes van de gebroeders Grimm en de kinderbijbel. Frits speelde verder met meccano en bouwplaten. De zomers brachten ze door aan het strand van Katwijk aan Zee.
Vanaf voorjaar 1926 bezocht Hotz de bewaarschool, de Gevers-Deutz-school in de Deutzstraat te Oegstgeest, waar Atie eerder ook op had gezeten. Op deze school werden moderne lesmethoden gecombineerd met strenge, negentiende-eeuwse opvoedkundige opvattingen. Datzelfde jaar trouwde zijn tante Bep met scheikundestudent Herman Kunst, die van grote invloed op de literaire ontwikkeling van Hotz zou worden. In 1927 verschenen er voor het eerst sprekende films. Hotz was echter te klein om naar The Jazz Singer te mogen, waarin een held van zijn vader speelde, Al Jolson.
Vanaf september 1928 doorliep Hotz de lagere school, de openbare Terweeschool te Oegstgeest, waar ook zijn zus op zat. Hand-in-hand liepen de kinderen elke dag het kwartier naar de school. Hij was een middelmatige leerling die uit verlegenheid weinig vriendjes maakte en bij sport niet mee wist te komen. Vaak bleef hij verkouden en ziekelijk thuis. Destijds werd gedacht dat het knippen van de amandelen soelaas bood. Deze ingreep in 1929 veranderde de toestand niet. In dezelfde maand als de beurskrach van 1929 vloog de eerste zeppelin boven Nederland, waarvan Hotz een tekening maakte, gebaseerd op een foto uit de krant. Hijskranen en stoomlocomotieven maakte hij van meccano, maar niet volgens het voorbeeldboekje, omdat dat er niet realistisch genoeg uitzag. Uit autocatalogussen knipte hij de mooiste modellen, waarbij het merk Chrysler zijn voorkeur bleef houden. Hij hield een plakboek bij, waarin de auto's op jaar van ontwerp werden ingeplakt.
In 1931 begonnen de crisisjaren in Nederland voelbaar te worden. Vader kreeg salarisvermindering. Moeder An was zo bang voor de opkomst van Hitler dat ze haar man begon te ergeren. In 1932 was het inkomen niet meer voldoende om rond te komen en ze probeerden een kamer te verhuren. Ook het huwelijk van de ouders verslechterde. Vader hield er vriendinnen op na en was niet graag bij zijn gezin, dat voor hem een soort gevangenis was. Om het huwelijk te redden besloten ze naar een huis in de Dolfijnstraat te Haarlem-Noord te verhuizen, dichter bij de firma waar hij werkte. De situatie verbeterde niet en Hotz vond de nieuwe omgeving, het huis en de school vreselijk en verlangde naar huis. 'Zo begon Frits,' aldus biograaf Truijens, 'voor het eerst nostalgisch terug te verlangen naar vroeger, naar de tijd dat alles nog goed was.' Dat moeder in intellectueel opzicht superieur aan vader was, noemde Hotz later 'een ideale voedingsbodem voor een echtscheiding' en in een ander interview zei hij: 'Dat slechte huwelijk, die scheiding, dat is zeker de drijfveer gewest voor mijn latere schrijverschap.' In maart 1933 verliet vader het gezin, waarna moeder zo snel mogelijk met de kinderen terug verhuisde naar de oude omgeving, waar genoeg leeg stond. Ze huurde een huis aan de Duivenvoordestraat 14 te Oegstgeest, vlak bij de Terweeschool. Het had een voor- en achtertuin, twee verdiepingen en keek uit op het voetbalveld van de favoriete club van Hotz. Enkele interrupties daargelaten zou hij er zijn hele leven blijven wonen en zijn zuster Atie tot haar overlijden in 2008. Omdat er weinig andere kinderen woonden, waren Hotz en zijn zus op elkaar aangewezen.
In de zomer en herfst van 1933 moest Hotz lang thuisblijven, omdat hij de bof had. Moeder las hem uren voor, waarbij Peerke en zijn kameraden van W.G. van de Hulst grote indruk op Hotz maakte. Hij kreeg weinig bezoek en miste van zijn vader misschien meer diens auto's en elpees dan de persoon zelf. In het begin van 1934 leidde een oogontsteking tot permanente gezichtsschade; vanaf zijn elfde had hij weinig meer aan zijn linkeroog.

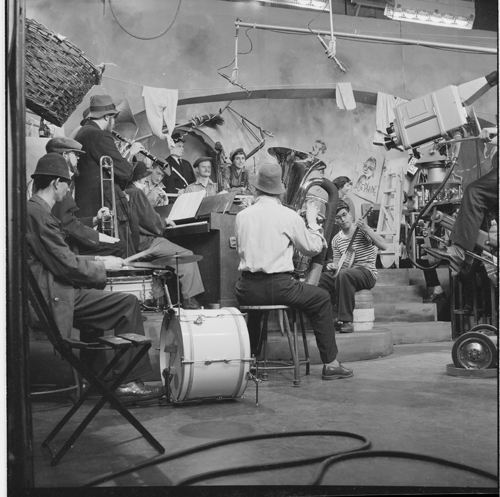
Hotz (links met trombone)
met de New Orleans Seven (1955)

Hotz volgde de ambachtsschool en daarna enige tijd een middelbare opleiding werktuigbouwkunde aan de Rotterdamse Academie van Beeldende Kunsten en Technische Wetenschappen, maar daar lag zijn belangstelling niet. Daarom stapte hij in 1942 over op de kunstafdeling van dezelfde academie. Ook nam hij trombonelessen, omdat hij jazzmusicus wilde worden. Hij bewonderde vooral de muziek van Paul Whiteman en Bix Beiderbecke. Deze voorkeur voor 'blanke Amerikaanse jazz' van de jaren twintig is hij altijd blijven koesteren. Vlak na de Tweede Wereldoorlog kreeg hij tuberculose, waardoor hij enkele jaren het bed moest houden en langdurig verbleef in een sanatorium in Frederiksberg nabij Kopenhagen.
Van 1949 tot eind jaren zestig speelde hij in diverse jazzbands, waaronder de Dixieland Pipers, de Hotel Savoy Society Syncopaters en The New Orleans Seven. Daarnaast was hij jazzrecensent voor het tijdschrift Rhythme. In muziekkringen gold Frits Hotz als een van de beste jazztrombonisten van Nederland, die een 'fluwelen toon' aan zijn instrument kon ontlokken. In de loop van de jaren zestig kon Hotz, wiens longen door de tbc altijd zwak waren gebleven, niet meer met kracht trombone spelen, zodat hij stopte als musicus. Hij was ook zeer bijziend en werd aan het eind van zijn leven vrijwel blind. Van 1961 tot 1979 was hij bibliotheekmedewerker bij de Nederlandse Blindenbibliotheek in Den Haag.
Hotz wilde als jongen al schrijver worden en schreef vanaf de jaren vijftig verhalen. Hij stuurde die pas in 1974 naar een uitgeverij, De Arbeiderspers. De verantwoordelijke uitgever Theo Sontrop wilde ze zonder aarzeling publiceren en nog datzelfde jaar debuteerde hij in het literaire tijdschrift Maatstaf met het verhaal De tramrace. Zijn debuutbundel Dood weermiddel werd enthousiast ontvangen en ook voor de bundels die volgden bleef de waardering zeer groot. Alleen zijn enige roman De vertekening had minder succes, mogelijk doordat zijn kracht vooral lag in het korte verhaal. In 1998 werd hem de P.C. Hooft-prijs toegekend voor zijn totale oeuvre. Op zijn verzoek werd die hem, anders dan gebruikelijk, zonder verdere feestelijkheden uitgereikt op een kleine bijeenkomst bij hem thuis.
Het oeuvre bestaat voornamelijk uit verhalen, deels geïnspireerd door de romans van J. van Oudshoorn. Zij zijn in een zeer sobere, maar precieze stijl geschreven. De sfeer van de verhalen is bepaald niet opgewekt, maar wel rijk aan ironische observaties. Vaak zijn ze gesitueerd in een vroegere periode van de twintigste eeuw. Ze worden bevolkt door mannen wie het in hun leven heeft tegengezeten en die staan in een moeizame verhouding tot doorgaans dominante vrouwen. In veel verhalen zijn autobiografische elementen verwerkt. Volgens Maarten 't Hart, die met hem bevriend was, zou bij een bepaalde rangschikking van die verhalen een soort levensroman van Hotz kunnen worden samengesteld. Opvallend zijn de liefde en de detaillering waarmee voorwerpen, met name fortificaties en historische transportmiddelen als de stoomtram en de zeppelin, worden beschreven.
Enkele van zijn verhalen werden nog tijdens zijn leven vertaald in het Frans. Na zijn dood verscheen ook een bloemlezing in het Duits.

## Thematiek

### De jaren twintig
De jaren twintig vormen in het oeuvre een periode van geluk, zorgeloosheid en geborgenheid, die gestalte kreeg in de schoonheid van de vervoermiddelen, gebouwen en de vrolijke muziek uit het decennium. In een interview heeft Hotz als verklaring ervoor geopperd dat de jaren twintig in zijn verbeeldingswereld deze rol spelen vanwege een combinatie van drie factoren. In de eerste plaats vond hij in 1926 en 1927 veel dingen werkelijk verbazingwekkend mooi. In de tweede plaats betreft het een afgesloten periode van zorgeloosheid: zijn ouders waren nog bij elkaar en zijn vader had nog geen last van humeurigheid en er was nog welstand die door de economische malaise van de jaren dertig zou worden aangetast. Ten derde was hij nog te jong om nostalgisch te kunnen terugkijken 'en niet omzien is de eerste voorwaarde voor voldoening.'
Om de jaren twintig in zijn literaire werk te beschrijven, documenteerde Hotz zich met romans van anderen, met name die van de Amerikaanse schrijver F. Scott Fitzgerald, foto's en reclamemateriaal. Dit materiaal bevestigde voor hem dat veel uit dat decennium echt mooi was: de mode voor vrouwen, de brede en solide meubels en de auto's met name die van Chrysler.
In het werk van Hotz zijn vrouwen, aldus biograaf Aleid Truijens, altijd 'lichtzinniger en vrijpostiger in seksuele aangelegenheden dan mannen.'

## Persoonlijk

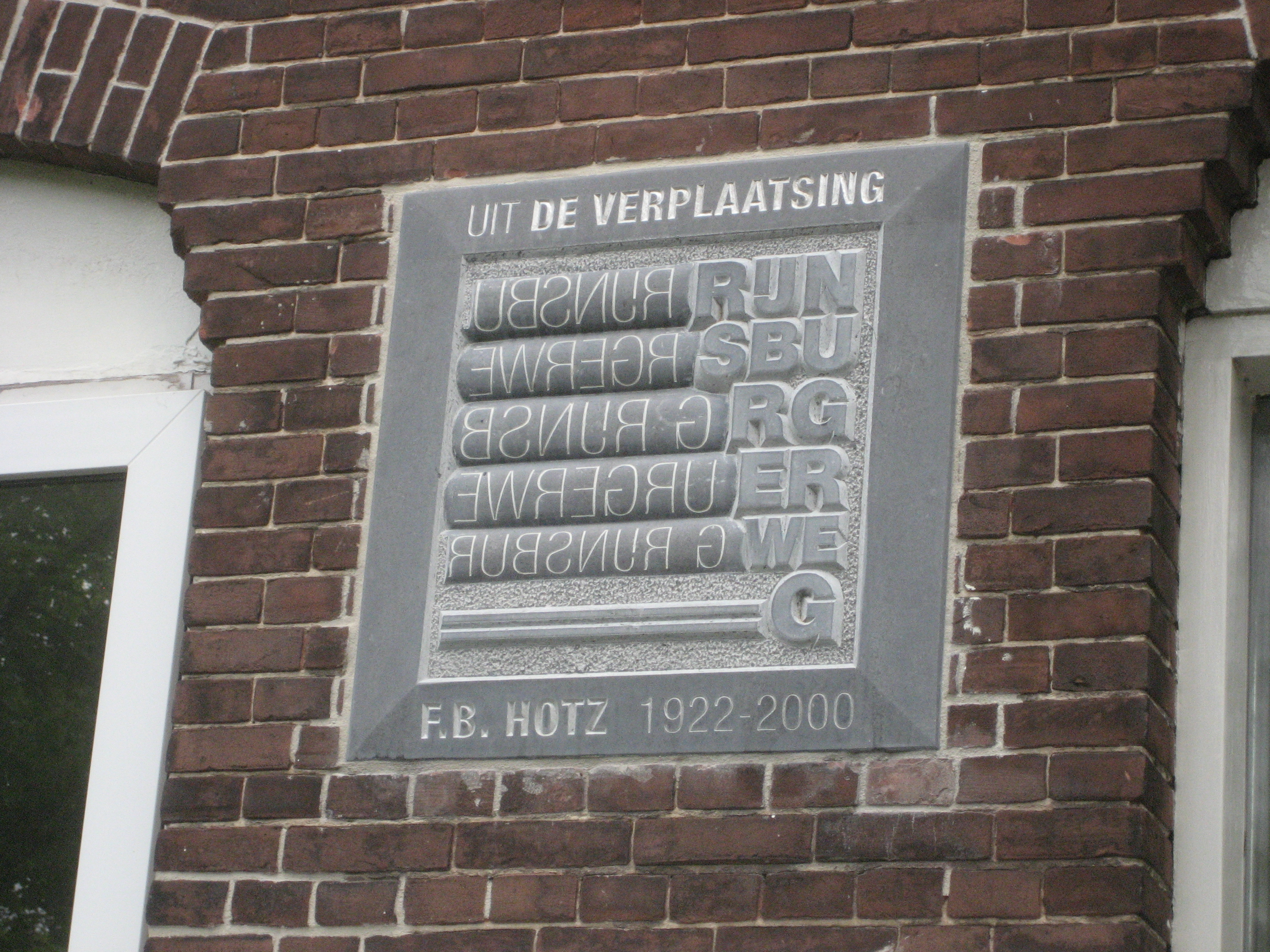
Herdenkingssteen aan de Rijnsburgerweg in Leiden

F.B. Hotz woonde lange tijd aan de Rijnsburgerweg in Leiden en vanaf zijn elfde jaar in Oegstgeest. Hij trouwde in 1956 met Greetje Rietbroek, die hij altijd Barbara noemde. Vanaf 1959 woonde het echtpaar aan de Mallemolen in Den Haag. In 1961 werd hun zoon geboren. Het huwelijk werd in 1964 ontbonden. Hij keerde toen terug naar hetzelfde huis in Oegstgeest, waar hij als kind had gewoond. Tot aan zijn dood woonde hij daar op kamers bij zijn oudere zuster Atie.
Hotz' ex-vrouw hertrouwde met zijn beste vriend, de trompettist Serein Pfeiffer (eerder getrouwd met de schrijfster Helga Ruebsamen). Haar tweede huwelijk hield niet lang stand en in 1970 stak zij Pfeiffer dood in een vlaag van waanzin. Zij werd veroordeeld tot drie jaar gevangenisstraf. Voor Hotz was het feit dat de moeder van zijn kind een moord had gepleegd (op zijn boezemvriend nog wel) zo traumatisch, dat de rest van zijn leven erdoor werd bepaald. Zijn biografe Aleid Truijens noemt dit Hotz' "oerverhaal". Hierdoor en door zijn toenemende blindheid en andere gezondheidsproblemen, ontwikkelde hij zich steeds meer tot een teruggetrokken man, die weinig buiten kwam.
Wel had hij de laatste jaren een vriendin, die in 1999 stierf. Daarna ging het met hemzelf ook snel bergafwaarts. Frits Bernhard Hotz overleed in december 2000 op 78-jarige leeftijd in het Diaconessenhuis te Leiden.

## Vernoemingen
In Oegstgeest is in de wijk Haaswijk een buurtparkje naar hem vernoemd, het F.B. Hotzpark.

## Postuum
- In december 2002 en januari 2003 voerde de Leidse Stichting Bontekoespelen in de Connexxion-busgarage aan de Rijnsburgerweg (de vroegere remise van de door Hotz vaak beschreven Blauwe tram) de muziektheatervoorstelling Het geluid van Hotz op, gebaseerd op de novelle De voetnoot.
- In 2011 verscheen de biografie van F.B. Hotz van de hand van Aleid Truijens, mogelijk gemaakt door een stipendium van de Stichting Fonds voor de Letteren.

## Prijzen
- 1978 - F. Bordewijk-prijs voor Ernstvuurwerk
- 1992 - Sjoerd Leikerprijs voor het gehele oeuvre
- 1998 - P.C. Hooft-prijs voor het gehele oeuvre

## Secundaire bibliografie
- Aleid Truijens - Over verhalen van F.B. Hotz (1978)
- Jan Brokken - Over F.B. Hotz (1982)
- Aleid Truijens -  De god van Hotz en de P.C. Hooft-prijs (1998)
- Henri E. Schütte, Aleid Truijens (red.) - Een beetje levensbestemming. F.B. Hotz en H.W. Kunst (briefwisseling) (2002)
- Maarten 't Hart - De man met het glas. Over F.B. Hotz (2003)
- Aleid Truijens - Geluk kun je alleen schilderen. F.B. Hotz. Het leven. Amsterdam, De Arbeiderspers, 2011. (Open Domein, nr.47). 662 blz.